# Breckland
Breckland ist ein District in der Grafschaft Norfolk in England. Der Name leitet sich ab von der Landschaft Breckland, eine von Sträuchern bewachsene sandige Heide im südlichen Norfolk und nördlichen Suffolk. Verwaltungssitz ist Dereham; weitere bedeutende Orte sind Attleborough, Swaffham, Thetford und Watton.
Der Bezirk wurde am 1. April 1974 gebildet und entstand aus der Fusion des Borough Thetford, der Urban Districts East Dereham und Swaffham sowie der Rural Districts Wayland, Mitford and Launditch und Swaffham.
Koordinaten: 52° 38′ N, 0° 59′ O